# Filippo Aldrovandi
Filippo Aldrovandi (Bologna, 1660 – Bologna, 26 agosto 1748) è stato un politico italiano.

## Biografia
La prima parte della sua esistenza fu strettamente legata a quella dello zio Raniero Marescotti, anch'egli nobile bolognese, che, oltre ad accollarsi la sua tutela e la sua educazione, lo portò spesso con sé nei suoi frequenti spostamenti per l'Italia (Firenze, Roma, ma anche Venezia). Nel 1689, negli anni in cui risiedeva a Firenze con lo zio, fu nominato dal Granduca di Toscana, Cosimo III dei Medici, capitano della Compagnia d'ordinanza delle Corazze d'Arezzo. Tornato a Bologna dopo la morte dello zio vi resterà fino al 1700 quando ripartirà alla volta di Roma per iniziare il suo incarico d'ambasciatore bolognese nella capitale pontificia.
La sua elezione arrivò il 16 giugno 1700 alla seconda votazione, ventisei voti su trentacinque, laddove nella prima non era stato eletto per soli due voti. Nel dicembre 1700 partì per Roma con la moglie Elena Pepoli, il fratello Nicolò, i figli Ercole e Raniero ed il nipote Alessandro Pepoli. L'ambasciatore bolognese rivestiva spesso compiti di delicata mediazione politica tra la città e Roma ed era sempre scelto tra le famiglie senatorie. Bologna era l'unica città dello Stato della Chiesa ad avere un ambasciatore stabile residente a Roma che ne potesse rappresentare e tutelare gli interessi; spesso il rappresentante diplomatico poteva contare, oltre che sulla sua abilità politica anche sui rapporti che gli erano consentiti dall'avere un parente alto prelato nella curia pontificia. Filippo Aldrovandi poté sfruttare, soprattutto durante il secondo mandato, gli importanti legami che il fratello Pompeo Aldrovandi aveva con la curia romana. Nel 1709 ebbe il permesso di ritornare a Bologna per un paio di mesi e in quel periodo soggiornò nella sua villa di Camaldoli. Nel viaggio di ritorno fu costretto a fermarsi a Pesaro per una grave infermità, risolta in seguito a Bologna dopo alcuni mesi. Dopo aver fatto richiesta di essere esonerato dall'incarico, richiesta poi rifiutata, tornò a Roma nel corso del 1711 e terminò il suo mandato nel 1715.
Il secondo mandato cominciò nel 1724 e terminò nel 1731 quando Filippo rientrò definitivamente a Bologna, per risiedere nella villa di campagna di Camaldoli – San Silverio (l'attuale Villa Aldrovandi Mazzacorati). Del suo ultimo periodo a Bologna si trovano nell'archivio di famiglia ancora testimonianze di cariche, alcune puramente onorifiche, ma che confermano una sua personale “dimensione” internazionale, come il giuramento fatto nel 1744 per diventare Cameriere della Chiave d'Oro della regina d'Austria, Ungheria e Boemia Maria Teresa. Fu però ancora gonfaloniere di giustizia, carica da lui ricoperta ben otto volte, l'ultima delle quali nel 1747 un anno prima della morte. Morì a Bologna il 26 agosto 1748.